# Финикийски език
Финикийският език е древен семитски език от ханаанитската подгрупа, говорен във Финикия и по-късно в Картаген.
Използва собствена азбука – най-старата фонетична писменост в света, от която произлизат еврейската, арабската, гръцката и техните „дъщерни“ азбуки (между които са латиницата, кирилицата, арменската азбука и др.) и дори древноиндийската писменост брахми, от чийто наследник произлиза и корейската азбука хангъл. Изчезва (в пунически диалектен вариант) през 7 век на границата между античност и средновековие, когато през 696 г. е разрушен Римски Картаген при арабското завоюване на Северна Африка.
Близък е до арамейския, арабския и еврейския, като те образуват групата на централносемитските говори.